# كينج مودي
روبرت «كينج» مودي (بالإنجليزية: Robert Moody)‏ (6 ديسمبر 1929 - 7 فبراير 2001) ممثل كوميدي أمريكي بدأ مجاله الفني عام 1959 . وهو والد مدير الأعمال الراحل المشهور في اتحاد الدبليو دبليو إي بول بيرر.

## روابط خارجية
- كينج مودي على موقع IMDb (الإنجليزية)
- كينج مودي على موقع ألو سيني (الفرنسية)
- كينج مودي على موقع أول موفي (الإنجليزية)
- كينج مودي على موقع قاعدة بيانات الفيلم (الإنجليزية)
- كينج مودي على موقع كينوبويسك (الروسية)